# Corabie-fantomă

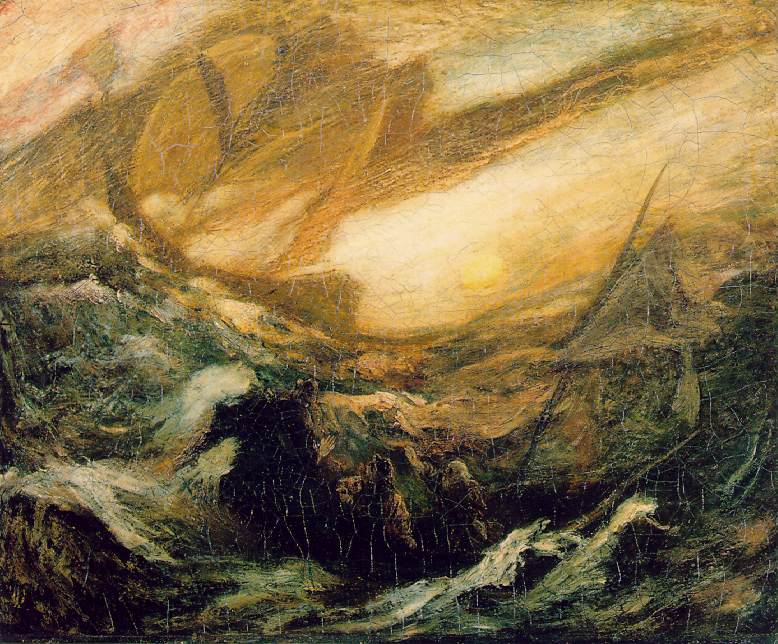
Olandezul zburător de Albert Pinkham Ryder

O corabie fantomă, vas fantomă sau navă fantomă este o navă fără echipaj viu la bord; poate fi un vas fantomă în folclor sau ficțiune, ca de exemplu Olandezul zburător, sau poate fi o navă adevărată abandonată, găsită abandonată cu întregul ei echipaj dispărut sau mort, ca Mary Celeste. Termenul este folosit uneori pentru navele care au fost scoase din funcțiune, dar care nu au fost încă dezmembrate, precum și pentru navele plutitoare care au fost descoperite după ruperea frânghiilor și cărate de vânt sau de valuri.

## În cultura populară

### Filme

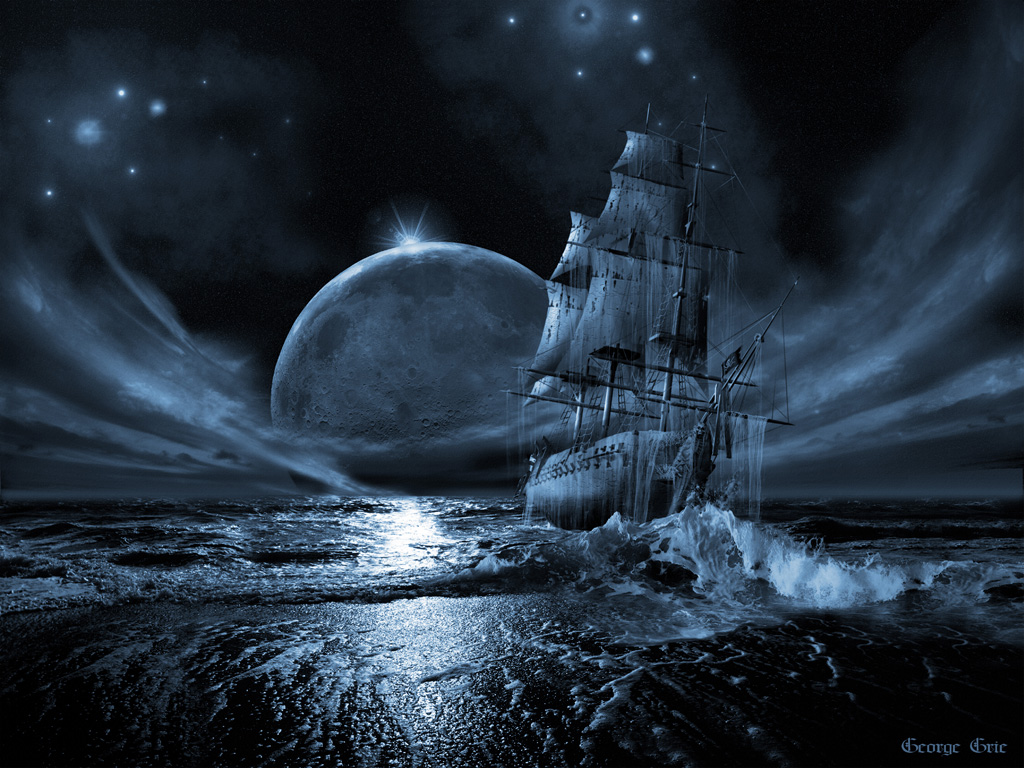

- 1935: The Mystery of the Mary Celeste (lansat în SUA ca Phantom Ship) oferă o explicație fictivă a evenimentelor care au dus la descoperirea celei mai renumite nave abandonate.
- 1943: The Ghost Ship - despre moartea misterioasă în rândul echipajului Altair; se presupune că responsabil este căpitanul nebun.
- 1951: Pandora and the Flying Dutchman
- 1952: Ghost Ship are loc la bordul unui iaht bântuit de fantomele a două victime ucise (soția proprietarului anterior și iubitul ei) ale căror corpuri au fost ascunse sub podea.
- 1964	Olandezul zburător	(Der fliegende Holländer), regia Joachim Herz
- 1980: Vasul morții este despre o navă închisoare pierdută de marina de război nazistă bântuită de spiritele rele ale echipajului mort.
- 1980: The Fog (Ceața), un film american de groază care descrie echipajul ucis al unei nave din secolul al XIX-lea, care revine pentru a se răzbuna asupra descendenților celor care i-au ucis.
- 1985: The Goonies (Tâlharii), un grup de copii își salvează casele de la demolare după ce au descoperit o hartă spaniolă care îi duce într-o aventură pentru a descoperi averea pierdută de mult timp a lui Willy Chioru', un legendar pirat din secolul al XVII-lea. Nava lui Inferno devine în cele din urmă o navă fantomă și pleacă cu un echipaj de pirați-scheleți decedați de mult timp.
- 1998: The X-Files (Dosarele X ), - 6x03 - Triangle (The X-Files)
- 2001: The Triangle (Triunghiul fantomelor) prezintă o mare navă de croazieră abandonată care este bântuită.
- 2001: Lost Voyage  este un thriller supranatural despre un grup de oameni care explorează SS Corona Queen, care a ieșit din Triunghiul Bermudelor după 30 de ani.
- 2002: Ghost Ship (Vasul fantomă) este despre Antonia Graza, un vas italian de linie care a dispărut cu 40 de ani mai devreme;  echipajul de salvare care se suie la bord se confruntă cu apariția fantomatică a pasagerilor uciși.
- 2003: Pirates of the Caribbean: The Curse of the Black Pearl (Pirații din Caraibe: Blestemul Perlei Negre ) - apare corabia  Pearl Black  ca o navă fantomă. Continuările sale Dead Man's Chest (Cufărul omului mort, 2006) și  At World's End (La capătul lumii, 2007) prezintă o altă navă fantomă Olandezul zburător.
- 2006: Ghostboat,  o dramă de televiziune britanică, care ilustrează un submarin din al doilea război mondial dispărut care reapare și o misiune de re-urmărire a ultimului său voiaj, care face ca echipajul să fie influențat de forțe supranaturale . Bazat pe un roman din 1972 cu același nume.
- 2009: Triangle (Triunghiul) este un film de groază psihologic britanic despre un grup de prieteni într-o excursie cu yachtul care descoperă nava de linie abandonată Aeolus.
- Supernatural - 3x06 - Red Sky at Morning